# Le crime d'Ovide Plouffe
Le crime d'Ovide Plouffe è un film del 1984 diretto da Denys Arcand.